# Comuna Kosteantînivka, Hornostaiivka
Kosteantînivka (în ucraineană Костянтинівка) este o comună în raionul Hornostaiivka, regiunea Herson, Ucraina, formată din satele Bratoliubivka, Kosteantînivka (reședința) și Mîkolaiivka.

## Demografie
Componența lingvistică a comunei Kosteantînivka
     Ucraineană (96,42%)
     Rusă (2,83%)
     Alte limbi (0,75%)
Conform recensământului din 2001, majoritatea populației comunei Kosteantînivka era vorbitoare de ucraineană (96,42%), existând în minoritate și vorbitori de rusă (2,83%).